# Von Buttiglione Sturmtruppenführer
Von Buttiglione Sturmtruppenführer è un film del 1977 diretto da Mino Guerrini.

## Trama
La storia di un parente tedesco della famiglia del colonnello Buttiglione, generale durante la Seconda guerra mondiale. Seguito della saga del colonnello Buttiglione in versione apocrifa del film Sturmtruppen.